# ShareTheMusic
ShareTheMusic – una plataforma de internet que da servicio al intercambio de los ficheros de música, legal y gratuito. Es propiedad de Desh srl. Puesta en marcha en todo el mundo el 26 de octubre de 2009. El diciembre de 2009 ShareTheMusic.com ha sido admitido a Microsoft BizSpark (un programa mundial para los Start-up de proyectos de propiedad de empresas privadas).
El servicio fue creado con objeto de proprocionar a todos los usuarios de internet la posibilidad de escuchar música: en cualquier lugar, sin pagar y respetando los derechos de autor. 
Por primera vez se usó en un servicio de música el mecanismo One-2-One Streaming, que permite a un emisor poner a la disposición de un solo receptor una determinada pieza de música. ShareTheMusic es intermediario entre los usuarios – al contrario de otros servicios no almacena ni distribuye los ficheros.

## Legalidad
ShareTheMusic intermedia entre los usuarios del portal que desean intercambiar sus ficheros de música, permitiendo que otros internautas los escuchen. 
A través de la aplicación creada para el portal, las personas que tengan en su disco una determinada pieza de música, podrán emitirla en un determinado momento sólo a un receptor, siendo que dicha pieza no podrá ser reproducida a través de su grabación en el disco de otro usuario. De este modo se respetarán los derechos de autores, artistas y productores. 

## Contenido

### Página
El servicio ShareTheMusic es global y gratuito.. Desde la fecha de su puesta en marcha en octubre de 2009, la página está disponible en 8 versiones lingüísticas (inglesa, española, portuguesa, francesa, alemana, italiana, holandesa y polaca). El servicio ya han visto los usuarios de más que 200 países.

#### Base de ficheros
En la página, usuario tiene la posibilidad de buscar la música en base de ficheros gracias a buscador. El buscador permite encontrar a un usuario del servicio o a un grupo y, también, cualquier pieza de música, álbum o artista.
Una vez encontrado el artista, se podrá consultar en su perfil la lista de músicos asociados: los que representan un estilo parecido, imitadores o inspiradores.
Después de encontrar algún artista, álbum o canción, usuario puede encontrar tres tipos de símbolos: 
- La canción no asequible (hasta ahora nadie le ha añadido),
- La canción asequible, pero no en este momento (todos los usuarios que intercambian este fichero de música están offline, o en este momento otro usuario escucha esta pieza de música).

- La canción asequible para escuchar (uno o más usuarios intercambia este michero de música

Ahora (julio de 2010) en ShareTheMusic son accesibles más que 100 000 canciones de diferentes estilos musicales. 
Los álbumes o canciones asequibles, se puede escuchar por ShareTheMusic player o añadir a playlist en este programa.
A vueltas de álbumes y canciones, un perfil de artista contiene también informaciones sobre los usuarios que comparten su música, sobre sus conciertos, artistas semejantes, sobre fecha y sitio de nacimiento de artista, años de actividad y estilos musicales que representa un artista.

#### Randomizer
Otra posibilidad de escuchar la música en ShareTheMusic, es Randomizer – un conjunto de canales musicales donde cada canal contiene las piezas musicales asequibles en servicio, relacionadas entre sí. La música en Randomizer es reproducida al azar y sin posibilidad de asignar la vez por usuario.
Randomizer, como todo el ShareTheMusic, functiona a base de One-2-One Streaming.

### Comunidad
ShareTheMusic, siguiendo las innovaciones de web 2.0, incluye una sección destinada a la comunidad de música, donde los usuarios pueden crear sus perfiles, comunicarse, crear grupos temáticos y colocar las noticias relacionadas con la música – influeyndo directamente en los contenidos que sean colocados en el servicio. 
De crear su perfil, el usuario podrá comunicarse libremente con otros miembros de la comunidad – a través del buzón de correo o de los comentarios. Las funcionalidades de tipo Playlist (cada usuario puede crear su propia) y la marcación de las músicas como Favoritas y No Favoritas permiten compartir sus gustos musicales. 
Cada usuario del servicio tiene posibilidad de crear cualquier grupo (público o privado) y de añadir un nuevo tema al respectivo foro. Las funciones de moderador son desempeñadas por los usuarios. Son ellos quienes deciden sobre los temas que quieren abordar. 

### Aplicaciones
Para compartir la música y escuchar las diferentes piezas de música, hay que usar las aplicaciones suministradas por ShareTheMusic.
ShareTheMusic Player sirve para reproducir los ficheros audio: mp3, wma, wav, y para crear y reproducir las Playlistas. A través de ShareTheMusic Player se pueden reproducir los ficheros de música (también de Randomizer) puestos a la disposición de los usuarios en el servicio ShareTheMusic. También permite conocer nueva música a través de la visualización de la lista de los Artistas Asociados con el que se está eschuando en un determinado momento – esta funcionalidad está disponible en el Player, pliegue REL (Related).
Los ficheros de música puestos a la disposición de los usuarios tienen que ser en el formato mp3 con el bitrate entre 64 y 192 Kb/s, 44 kHz.
El Player, a través de enlaces de hipertextos, permite pasar a la página de artistas, álbumes y artistas similares. 
ShareTheMusic Ripper es un programa que sirve para bajar la música de los discos CD-Audio a los ficheros en formato mp3. El Ripper está integrado con la base CDDB y reconoce automáticamente los títulos de las músicas.

## Desarrollo
En los planes de desarrollo del servicio son las aplicaciones para sistemas operativos Mac OS X y Linux. Después ShareTheMusic planea preparar las versiones para los aparatos móviles.

## Curiosidades
- ShareTheMusic.com es uno de los pocos lugares en la Red en que se puede escuchar legalmente la música de los Beatles.[2]

- Los trabajos relacionados con la puesta en marcha del servicio duraron 18 meses.

- La primera canción escuchada a través del servicio fue ”Respect” de Aretha Franklin.